# Kolîbabînți, Hmilnîk
Kolîbabînți (în ucraineană Колибабинці) este un sat în comuna Krîvoșîii din raionul Hmilnîk, regiunea Vinnița, Ucraina.

## Demografie
Componența lingvistică a localității Kolîbabînți
     Ucraineană (99,85%)
     Alte limbi (0,15%)
Conform recensământului din 2001, majoritatea populației localității Kolîbabînți era vorbitoare de ucraineană (99,85%), existând în minoritate și vorbitori de alte limbi.